# Bundesgymnasium und Bundesrealgymnasium Waidhofen an der Thaya
Das Bundesgymnasium und Bundesrealgymnasium Waidhofen an der Thaya (auch BG/BRG Waidhofen an der Thaya) ist ein Bundesgymnasium und ein Bundesrealgymnasium und befindet sich in der Stadtgemeinde Waidhofen an der Thaya im Bezirk Waidhofen an der Thaya in Niederösterreich.

## Geschichte
Im Jahr 1867 traten Waidhofner Bürger mit der Bitte der Errichtung eines Gymnasiums an die Stadtgemeinde heran, worauf sich diese an die niederösterreichische Landesregierung wandte. Mit der Verpflichtung der Stadtgemeinde, allerlei Kosten zu übernehmen, genehmigte die Landesregierung ein vierklassiges Unterrealgymnasium (Unterstufe) und im September 1869 konnte der Unterricht beginnen. 1872 übernahm das Land die Schule. 1903 war der nachmalige Bundespräsident Wilhelm Miklas Direktor der Schule. 1908 wurde die Schule um ein Oberrealgymnasium und um ein Konvikt erweitert, weil schon damals viele Schüler aus entfernteren Orten die Schule besuchten. Selbst Schülern aus dem benachbarten Tschechien war der Schulbesuch durch eine Bahnverbindung möglich. 1921 wurde die Schule von der Republik Österreich übernommen, wobei, wie auch schon zuvor, die Schließung im Raum stand. Erst nach dem Zweiten Weltkrieg vergrößerte sich die Schülerzahl stetig.
Seit 1990 besteht eine Schulpartnerschaft mit dem Gymnasium in Telč.

## Bildungsangebot
Das Gymnasium ist ein Neusprachliches Gymnasium mit Französisch ab der 7. Schulstufe und Latein ab der 9. Schulstufe. Im Realgymnasium muss man sich in der 9. Schulstufe entweder für Französisch oder für Latein entscheiden.

## Auszeichnungen
2016 erhielt die Schule für ihr vielfältiges Sportangebot sowie die regelmäßige Teilnahme an Wettbewerben, Turnieren und ihre Kontakte zu Sportvereinen das Sportgütesiegel in Gold.
Im Jahr 2023 wurde dem Gymnasium Waidhofen an der Thaya vom zuständigen Bundesminister Martin Polaschek für die umfangreichen Bildungsangebote im naturwissenschaftlichen Bereich das MINT-Gütesiegel verliehen.

## Bekannte Lehrer
- Wilhelm Miklas (1872–1956), Direktor, später Bundespräsident
- Rudolf Beirer (1871–1951), Lehrer und Landtagsabgeordneter
- Eugen Guido Lammer (1863–1945), Lehrer, Alpinist und Schriftsteller

## Bekannte Absolventen
- Tanja Traxler (* 1985), Wissenschaftsjournalistin, Autorin und Hochschullehrerin
- Heli Dungler (1963–2020), Tierschützer, Gründer der Tierschutzorganisation Vier Pfoten
- Heinrich Fasching (1929–2014), Weihbischof
- Peter Fichtenbauer (* 1946), Rechtsanwalt, Politiker, Volksanwalt
- Karl Hafner (1905–1945), Lehrer und Mundartdichter
- Ernst Hanisch (* 1940), Historiker
- Franz Kaindl (1902–1970), Lehrer und Landtagsabgeordneter
- August Kargl (1898–1960), Landeshauptmannstellvertreter
- Günther Leichtfried (* 1949), Landtagsabgeordneter
- Hans Litschauer (1925–2005), Landtagsabgeordneter und Kammeramtsdirektor
- Manfred Matzka (* 1950), ehemaliger Sektionschef der Sektion I im Bundeskanzleramt
- Heinrich Rauscher (1891–1960), Lehrer und Heimatforscher
- Bruno Niederle (* 1953), Mediziner

## Leitung
- 1903–1905 Wilhelm Miklas, ab 1905 Gymnasium Horn
- 1972–1992 Franz Newald
- 1992–2014 Harald Hubatschke
- 2014–2023 Roland Senk
- seit 2023 Alexander Frank